# Helsingborg
Helsingborg  ['hɛlsiŋ'bɔrj] város Svédország déli részén, Skåne megyében.
Székhelye Helsingborg községnek, ami az ország kilencedik legnagyobb önkormányzata. A város egy mintegy 300 000 lakost számláló agglomeráció központja (ezzel Svédország negyedik legnagyobb városa). Nevét 1912–1971 között Hälsingborg formában írták.
Helsingborg a Dániához legközelebb fekvő svéd város: a tőle 5 km-re keletre lévő dán Helsingør város tisztán látható az Öresund másik oldalán.
A történelmi Helsingborg régi házaival látványosságokban bővelkedő tengerparti város. A központban együtt találhatók meg a régi kőházak és a Kärnan nevű erődítmény és a modern kereskedelmi célú ingatlanok, a széles sugárutak és a kis közök.

## Történelem
Helsingborg dán városként alapították. 1070-ben van először megemlítve egy levélben. A hagyomány azt tartja, hogy IV. Knut 1085. május 21-e születésekor alapították a várost.
A 12. században egy várerődítmény volt már itt, kastéllyal. A város lakossága főleg a part mellé települt.
Helsingborg a 14. századra már Dánia egyik legfontosabb városa lett. 1332-ben a svéd Magnus Eriksson király elfoglalta. 1360-ban IV. Waldemar Atterdag dán király foglalta el a várost.
A 18. századi dán-svéd háború során a településről sokszor elmenekült a lakosság, mivel a háború a várost is fenyegette.
A nagy északi háborúban 1709-ben az erőskezű dán Christian Ditlev Reventlow elfoglalta a várost, de a következő év február 28-án a svédek ismét elfoglalták.
A következő évben a pestis pusztított a városban és teljesen elnéptelenedett.
A második világháború idején 1943-ban a dán zsidók a tengeren át tömegével érkeztek a városba.

## Népesség
A település népességének változása:
| Lakosok száma | 91 457 | 97 122 | 106 338 | 108 334 | 110 520 | 112 496 | 113 828 | 116 029 |
|               | 2005   | 2010   | 2016    | 2017    | 2018    | 2019    | 2020    | 2023    |

## Sport
Helsingborg futball csapata a Helsingborgs IF, amelynek stadionja az Olympia stadion. Leghíresebb játékosa Henrik Larsson.
Idrottens hus a legnagyobb sportcsarnok a városban. 1800 néző is elfér benne.
- Kézilabdacsapat: Olympic/Viking 1994-ben alakult
- Kosárlabdacsapat: Helsingborg Pearls
- Jéghoki: HHC Redskins 1977-ben alapították, másodosztályban játszanak.

## Kultúra

### Színház
- A városi színház: 1813-ban építették fel.
- Szabadtéri színház: 1932-ben alapították.

### Múzeum
- Városi múzeum: 1909-ben nyitotta meg kapuit.
- Fredriksdal múzeum
- Iskolamúzeum (Skolmuseet)
- Orvostörténeti múzeum (Medicinhistoriska museet)

## Média
Helsingborgs Dagblad (HD) a hagyományos napilap a városban. 1867-ben alapították, és ma az egyik legismertebb napilap.

## Személyek
- III. Kristóf (1416–1448), Dánia, Svédország, Norvégia királya
- Svante Elis Strömgren (1870–1947) csillagász
- Anders Österling (1884–1981) költő
- Gunnar Nilsson (1948–1978) Formula–1-es versenyző
- Michaëla Dornonville de la Cour (* 1961), az Army of Lovers zenecsapat tagja
- Henrik Larsson (* 1971) labdarúgó
- Marcus Lantz (* 1975) labdarúgó
- Eric Saade (* 1990) énekes, dalszerző
- Erik Edman (* 1978) labdarúgó

## Testvérvárosok
- Helsinger Dánia
- Pärnu Észtország
- Dubrovnik Horvátország
- Alexandria USA